# Cubaris nepalensis
Cubaris nepalensis är en kräftdjursart som först beskrevs av Albert Vandel 1973.  Cubaris nepalensis ingår i släktet Cubaris och familjen Armadillidae. Inga underarter finns listade i Catalogue of Life.